# Hartfeld (Garching an der Alz)
Hartfeld ist ein Ortsteil Von Garching an der Alz.
Er liegt zwischen Hart und Garching.
Ich wohne dort und finde es ziemlich chillig da. Außerdem liegt in Hartfeld das Twilight. Der einzige Nachtclub in Garching.